# Airapus sicardi
Airapus sicardi är en skalbaggsart som beskrevs av Renaud Maurice Adrien Paulian 1945. Airapus sicardi ingår i släktet Airapus och familjen Aphodiidae. Inga underarter finns listade i Catalogue of Life.